# Família Misa
A família Misa é uma pequena família de asteroides localizados no cinturão principal. A família foi nomeada devido ao primeiro asteroide que foi classificado neste grupo, o 569 Misa.

## Os maiores membros desta família
| Nome     | Diâmetro | Semieixo maior | Inclinação orbital | Excentricidade orbital | Ano da descoberta |
| -------- | -------- | -------------- | ------------------ | ---------------------- | ----------------- |
| 569 Misa | 72,95 km | 2,657 UA       | 1,296 °            | 0,183                  | 1905              |